# Tyrinthia biformis
Tyrinthia biformis är en skalbaggsart som beskrevs av Bates 1885. Tyrinthia biformis ingår i släktet Tyrinthia och familjen långhorningar.
Artens utbredningsområde är Panama. Inga underarter finns listade i Catalogue of Life.